# Elisa Matilla
Elisa Matilla (Madrid, 18 de mayo de 1966) es una actriz española nacida en Madrid 

## Biografía

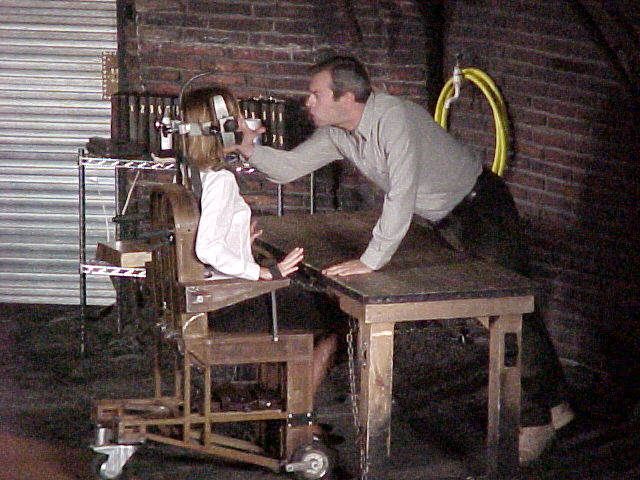
Elisa Matilla, junto a Carlos Sobera, durante la representación de Palabras Encadenadas, en Puerto del Rosario, Fuerteventura el 19 de junio de 2001.

Elisa se crio entre Sevilla y Priego de Córdoba.
Formada en la Escuela de Arte Dramático de Sevilla, en la que ingresó a la edad de 16 años, debuta ante la cámara en Televisión española con el programa Pero ¿esto qué es? (1989-1990), de Hugo Stuven. ese mismo año de 1990 realiza su primera intervención cinematográfica en la película Yo soy ésa, protagonizada por Isabel Pantoja.
Durante la década de los noventa interviene en algunos de los títulos más taquilleros del cine español, como El maestro de esgrima (1992), ¿Por qué lo llaman amor cuando quieren decir sexo? (1993), Cha-cha-chá (1998) o Km. 0 (2000).
Desde sus inicios, se ha prodigado igualmente en el medio televisivo. En el verano de 1992 presentó el concurso Juegos sin fronteras y en Nochebuena protagonizó con Paco Valladares Telepasión española y olé.
Con posterioridad ha participado en las siguientes series: Por fin solos (1995), Todos los hombres sois iguales (1996-1998), Condenadas a entenderse (1999), 7 vidas (2002), interpretando a Nieves, la pareja sentimental de Diana (Anabel Alonso), Aquí no hay quien viva (2005) y En buena compañía (2006), en las cadenas integradas en la FORTA. En 2010 empieza a interpretar a Lola, en la exitosa serie de Telecinco Tierra de lobos.
En teatro ha participado en la puesta en escena, entre otros, de los siguientes montajes: Qué asco de amor (1998), Palabras encadenadas (2001), El burlador de Sevilla (2003), Dakota (2003), Salomé (2005), Mentiras, incienso y mirra (2008), Karaoke (2010), Lifting (2012), Sofocos plus (2015), Gibraltareña (2016) un monólogo muy divertido de la vida de "Lola la Gibraltareña", Lavar, Marcar y Enterrar (2016).
En el año 2017 estrenó Como la espuma de Roberto Pérez Toledo. En junio de 2018 se incorpora como colaboración especial a la sexta temporada del serial Amar es para siempre en el papel de Mariola Sánchez de las Eras. A finales de 2018 se anuncia su participación en Toy Boy, una ficción sobre estríperes producida por Plano a Plano para Antena 3.

## Estudios
El Actor, La Creación y la Escena (Del texto hacia la acción)  - Taller impartido por Claudio Tolcachir
Interpretación en la Escuela Superior de Arte Dramático de Sevilla
Seminario de Interpretación con Carlos Gandolfo
Seminario de Interpretación con Ricardo Iniesta

## Filmografía

### Largometrajes
| Año  | Título                                             | Personaje        | Dirección                                |
| ---- | -------------------------------------------------- | ---------------- | ---------------------------------------- |
| 1990 | Yo soy ésa                                         | Amparo Jara      | Luis Sanz                                |
| 1992 | El maestro de esgrima                              | Lucía            | Pedro Olea                               |
| 1993 | ¿Por qué lo llaman amor cuando quieren decir sexo? | Cristal          | Manuel Gómez Pereira                     |
| 1994 | ¡Por fin solos!                                    | Guadalupe        | Antonio del Real                         |
| 1995 | Belmonte                                           | Cantante Cabaret | Juan Sebastián Bollaín                   |
| 1996 | Confidencias                                       |                  | Josep Guirao                             |
| 1997 | La duquesa roja                                    | Gloria           | Francesc Betriu                          |
| 1998 | Cha-cha-chá                                        | Dori             | Antonio del Real                         |
| 2000 | Km. 0                                              | Tatiana          | Yolanda García Serrano, Juan Luis Iborra |
| 2001 | Tiempos de azúcar                                  | Angelita         | Juan Luis Iborra                         |
| 2002 | Valentín                                           | Lola             | Juan Luis Iborra                         |
| 2002 | ¡Hasta aquí hemos llegado!                         | Sonia            | Yolanda García Serrano                   |
| 2005 | Sinfín                                             | Puri             | Manuel Sanabria, Carlos Villaverde       |
| 2005 | Las cerezas del cementerio                         | Elisa            | Juan Luis Iborra                         |
| 2005 | Los recuerdos de Alicia                            | Elena            | Manuel Estudillo                         |
| 2007 | Amigos de Jesús                                    |                  | Antonio Muñoz de Mesa                    |
| 2008 | Enloquecidas                                       | Andrea           | Juan Luis Iborra                         |
| 2013 | Omnívoros                                          | Paola Bardón     | Óscar Rojo                               |
| 2017 | Como la espuma                                     | Susana           | Roberto Pérez Toledo                     |
| 2018 | Los habitantes de la casa deshabitada              | Leonor           | Marisa Paniagua                          |
| 2020 | Rocambola                                          | La Cartera       | Juanra Fernández                         |

### Cortometrajes
| Año  | Título                   | Personaje     | Dirección                      |
| ---- | ------------------------ | ------------- | ------------------------------ |
| 1993 | Angelitos                |               | Héctor Carré                   |
| 2001 | El último cuento         |               | Laura Belloso                  |
| 2003 | Ego te absolvo           | Diana         | Julián Peñafiel                |
| 2006 | Desconocidos             | María         | David del Águila               |
| 2007 | Primeros auxilios        | Chica violada | Antonio Muñoz de Mesa          |
| 2013 | Hoy te amo               | Soberbia      | Ángel Lafuente                 |
| 2015 | Fritas                   | Emilia        | Manuel Gomar                   |
| 2016 | Internship for the Devil | Raquel        | Inés de León                   |
| 2017 | Pili tenía razón         | Irene         | Manuel Gomar                   |
| 2019 | Espronceda               | Profesora     | Christopher Cartagena González |

### Televisión
| Año       | Título                               | Personaje                             | Canal                    |
| --------- | ------------------------------------ | ------------------------------------- | ------------------------ |
| 1989-1990 | Pero ¿esto qué es?                   | Ofelia                                | La 1                     |
| 1992      | Juegos sin fronteras                 | Ella misma                            | La 1                     |
| 1992-1999 | Telepasión española                  | Marjorie Kaufmann / Secretaria / Cobi | La 1                     |
| 1993-1995 | Los ladrones van a la oficina        | Embarazada laboral                    | Antena 3                 |
| 1994      | Vecinos                              | Trini                                 | Antena 3                 |
| 1995      | Por fin solos                        | Lupe Martín                           | Antena 3                 |
| 1995      | A quién se le ocurre                 | Ella misma                            | Antena 3                 |
| 1996      | Médico de familia                    | Paloma                                | Telecinco                |
| 1996-1998 | Todos los hombres sois iguales       | Susana Soler                          | Telecinco                |
| 1999      | Condenadas a entenderse              | Lola                                  | Antena 3                 |
| 1999-2004 | El club de la comedia                | Ella misma                            | Canal Plus               |
| 2000      | Jacinto Durante, representante       | Olivia Fitzgerald                     | La 1                     |
| 2000      | Raquel busca su sitio                | Madre de bebé                         | La 1                     |
| 2000      | ¡Qué grande es el teatro!            |                                       | La 2                     |
| 2001      | Paraíso                              | Chari                                 | Movistar+                |
| 2002      | 7 vidas                              | Nieves                                | Telecinco                |
| 2003      | Hospital Central                     | María                                 | Telecinco                |
| 2004-2007 | El comisario                         | Carmen del Puerto / Judith            | Telecinco                |
| 2005      | Aquí no hay quien viva               | Lola                                  | Antena 3                 |
| 2006      | Cámera Café                          |                                       | Telecinco                |
| 2006      | En buena compañía                    | Begoña                                | Televisiones Autonómicas |
| 2007      | Hermanos y detectives                |                                       | Telecinco                |
| 2010      | La pecera de Eva                     | Trini                                 | Telecinco                |
| 2010-2014 | Tierra de lobos                      | Lola                                  | Telecinco                |
| 2018      | Amar es para siempre                 | Mariola Sánchez de las Eras           | Antena 3                 |
| 2019      | Toy Boy                              | María Teresa Rojas                    | Antena 3, Netflix        |
| 2019-2020 | Señoras del (h)AMPA                  | Madre de Virginia                     | Telecinco, Prime Video   |
| 2020-2021 | 30 monedas                           | Felisa                                | HBO Max                  |
| 2021      | Élite: historias breves: Samuel Omar | Abogada                               | Netflix                  |
| 2022      | La noche más larga                   | Rosa                                  | Netflix                  |
| 2022      | Servir y proteger                    | Margarita                             | La 1                     |
| 2023-2024 | 4 estrellas                          | Paz Medina Aguado                     | La 1                     |

### Teatro
| 1998 | Que asco de amor          |                                | Yolanda García Serrano        |                                                          |      |              |             |                  |
| 2001 | Palabras encadenadas      | Laura                          | Jordi Galcerán                |                                                          |      |              |             |                  |
| 2003 | El burlador de Sevilla    | Tisbea                         | Miguel Narros                 |                                                          |      |              |             |                  |
| 2003 | Dakota                    | Laura/ Asistente social        | Esteve Ferrer                 |                                                          |      |              |             |                  |
| 2008 | Mentiras incienso y mirra | Lola                           | Juan Luis Iborra              |                                                          |      |              |             |                  |
| 2010 | Karaoke                   | Extrellita                     | Juan Luis Iborra              |                                                          |      |              |             |                  |
| 2012 | Lifting                   | Varios personajes              | Félix Sabroso, Dunia Ayaso /- | 2013 Ay Carmela Sanchiz Sinisterra Carmela Pepe Bornas - | 2015 | Sofocos plus | Menopaúsica | Juan Luis Iborra |
| 2016 | Gilbraltareña             | Lola 'La Gibral'               | Juan Luis Iborra              |                                                          |      |              |             |                  |
| 2016 | Lavar,Marcar y Enterrar   | Gaby la dueña de la peluquería | Juanma Pina                   |                                                          |      |              |             |                  |
| 2021 | Asesinos todos            | Diana                          | Pep Anton Gómez               |                                                          |      |              |             |                  |
| 2022 | Miles Gloriosus           | Esclava de Conelia             | Pep Anton Gómez               |                                                          |      |              |             |                  |